# Huperzia whangshanensis
Huperzia whangshanensis là một loài thực vật có mạch trong Họ Thạch tùng. Loài này được Ching & P.C. Chiu mô tả khoa học đầu tiên năm 1981.